# Barrington (Gloucestershire)
Pour les articles homonymes, voir Barrington.
Barrington est une paroisse civile et un village du Gloucestershire, en Angleterre.

## Patrimoine
- Barrington Park